# Winston-Salem Open 2011
Il Winston–Salem Open 2011, in precedenza conosciuto come Pilot Pen Tennis, è stato un torneo di tennis giocato sul cemento. È stata la 31ª edizione del Pilot Pen Tennis, che fa parte della categoria ATP World Tour 250 series nell'ambito dell'ATP World Tour 2011. Il torneo si è giocato al Wake Forest University di Winston-Salem nella Carolina del Nord, dal 22 al 27 agosto 2011. È il penultimo appuntamento delle US Open Series 2011 seguito dagli US Open 2011.

## Partecipanti ATP

### Teste di serie
| Nazionalità | Giocatore            | Ranking* | Testa di serie |
| ----------- | -------------------- | -------- | -------------- |
| Stati Uniti | Andy Roddick         | 15       | 1              |
| Austria     | Jürgen Melzer        | 18       | 2              |
| Ucraina     | Aleksandr Dolhopolov | 22       | 3              |
| Stati Uniti | John Isner           | 27       | 4              |
| Russia      | Nikolaj Davydenko    | 31       | 5              |
| Sudafrica   | Kevin Anderson       | 35       | 6              |
| Argentina   | Juan Mónaco          | 39       | 7              |
| Cipro       | Marcos Baghdatis     | 40       | 8              |
| Ucraina     | Serhij Stachovs'kyj  | 42       | 9              |
| Paesi Bassi | Robin Haase          | 43       | 10             |
| Russia      | Dmitrij Tursunov     | 44       | 11             |
| Spagna      | Pablo Andújar        | 46       | 12             |
| Finlandia   | Jarkko Nieminen      | 51       | 13             |
| Bulgaria    | Grigor Dimitrov      | 56       | 14             |
| Colombia    | Santiago Giraldo     | 57       | 15             |
| Russia      | Igor' Kunicyn        | 59       | 16             |

* Ranking al 15 agosto 2011.

### Altri partecipanti
Giocatori che hanno ricevuto una Wild card:
- Ryan Harrison
- Lleyton Hewitt
- Andy Roddick
- Donald Young

Giocatori passati dalle qualificazioni:

- Julien Benneteau
- Ricardo Mello
- Kei Nishikori
- Michael Russell

Giocatori Lucky loser:
- Édouard Roger-Vasselin

## Campioni

### Singolare maschile
John Isner ha sconfitto in finale  Julien Benneteau per 4–6, 6–3, 6–4.
- È il 2º titolo dell'anno per Isner, il 3° della carriera.

### Doppio maschile
Jonathan Erlich /  Andy Ram hanno sconfitto in finale  Christopher Kas /  Alexander Peya per 7–6(2), 6–4.